# Liza Lapira
Liza Lapira (Queens, Nueva York, 3 de diciembre de 1981) es una actriz estadounidense, conocida por interpretar a Kianna en la película 21 blackjack y a la agente especial Michelle Lee en NCIS.
En 2011 y 2012 coprotagonizó las sitcoms Traffic Light y Don't Trust the B---- in Apartment 23.
En octubre de 2013, Lapira pasó a formar parte del reparto en la comedia Super Fun Night de ABC, junto a Rebel Wilson.

## Primeros años
Liza Lapira nació en Queens, Nueva York. Ella es de ascendencia filipina, española y china.
En Nueva York actuó en teatros y películas independientes. Se mudó a Los Ángeles en 2004 para trabajar en la televisión.

## Carrera

### Teatro
En Nueva York Lapira participó de obras de teatro como As you like it, The school for wives, The odyssey y Alexandra Cunningham's N°11: Blue and white.

### Cine
Sus primeras apariciones cinematográficos incluyen Domino y la producción independiente del director Tony Scott The big bad swim. que se estrenó en el Festival de Cine de Tribeca en el 2006. En 2008 apareció en la película Cloverfield de J. J. Abrams como Heather, y también apareció en Table for three y 21 blackjack.
En 2009 interpretó a la agente Sophie Trinh en la película Fast & Furious, junto a Paul Walker, y en 2010 interpretó a Alva en Repo Men. Interpretó a Liz (amiga de Hannah) en la película Crazy, Stupid, Love de 2011.

### Televisión
El primer papel importante de Lapira fue en la serie de televisión Huff. Lapira interpretó a la neurocientífica Ivy en ambas temporadas de la serie.
Sus créditos en televisión incluyen papeles recurrentes en: Dexter, ER Emergencias, Monk, Grey's Anatomy, La ley y el orden: Unidad de víctimas especiales, The Parkers, Sex and the City y Los Sopranos.
También tuvo papeles regulares como la agente Michelle Lee en NCIS, Lisa en Traffic light, Robin en Don't Trust the B---- in Apartment 23 y Helen-Alice en Super Fun Night.
En agosto de 2018, Lapira se unió al elenco de la serie de Netflix, Unbelievable.

## Filmografía
| Año  | Título                         | Papel                             | Notas                            |
| ---- | ------------------------------ | --------------------------------- | -------------------------------- |
| 2000 | Autumn in New York             | Amiga del cumpleaños de Charlotte |                                  |
| 2002 | Brown Sugar                    | Recepcionista                     |                                  |
| 2005 | Domino                         | Mujer de Chinegro                 |                                  |
| 2006 | The Big Bad Swim               | Paula                             |                                  |
| 2007 | LA Blues                       | Sandra                            |                                  |
| 2008 | Cloverfield                    | Heather                           |                                  |
| 2008 | 21 blackjack                   | Kianna                            |                                  |
| 2009 | Fast & Furious                 | Sophie Trinh                      |                                  |
| 2009 | Table for Three                | Nerissa                           |                                  |
| 2010 | Repo Men                       | Alva                              |                                  |
| 2010 | See You in September           | Monica                            |                                  |
| 2010 | Marmaduke                      | Perro de la fiesta #1             | Voz                              |
| 2011 | Crazy, Stupid, Love            | Liz                               |                                  |
| 2012 | The Happiest Person in America | Lara                              | Cortometraje                     |
| 2014 | Someone Marry Barry            | Madre soltera en la boda          |                                  |
| 2024 | Inside Out 2                   | Desagrado                         | Voz, reemplazando a Mindy Kaling |

| Año       | Título                                           | Papel                 | Notas                                     |
| --------- | ------------------------------------------------ | --------------------- | ----------------------------------------- |
| 1999      | La ley y el orden: Unidad de víctimas especiales | Mesera                | Episodio: "Wanderlust"                    |
| 2001      | La ley y el orden                                | Cheryl Treadwell      | Episodio: "A losing season"               |
| 2001      | La ley y el orden: Unidad de víctimas especiales | Rebecca Chang         | Episodio: "Scourge"                       |
| 2001      | The Education of Max Bickford                    | Nia Sheppard          | Episodio: "A very great man"              |
| 2002      | The Education of Max Bickford                    | Estudiante voluntaria | Episodio: "Money changes everything"      |
| 2003      | Sex and the City                                 | Pam                   | Episodio: "Pick-a-little, talk-a-little"  |
| 2004      | Without a trace                                  | Layla                 | Episodio: "Legacy"                        |
| 2004      | Los Sopranos                                     | Amanda Kim            | Episodio: "Sentimental education"         |
| 2004      | The Parkers                                      | Shaquan               | Episodio: "At last"                       |
| 2004–2006 | Huff                                             | Maggie Del Rosario    | Personaje principal; 21 episodios         |
| 2006–2008 | NCIS                                             | Michelle Lee          | 12 episodios                              |
| 2006      | Grey's Anatomy                                   | Noelle Lavatte        | Episodio: "Let the angels commit"         |
| 2007      | La ley y el orden: Unidad de víctimas especiales | Técnica forense       | 4 episodios                               |
| 2007      | Monk                                             | Dra. Souter           | Episodio: "Mr. Monk goes to the hospital" |
| 2007      | Queens Supreme                                   | —                     | Episodio: "Mad about you" (no emitido)    |
| 2008      | ER Emergencias                                   | Christine             | 2 episodios                               |
| 2008      | Dexter                                           | Yuki Amado            | 5 episodios                               |
| 2009      | See Kate Run                                     | Ellie Wong            | Piloto no vendido de ABC                  |
| 2009–2010 | Dollhouse                                        | Ivy                   | 10 episodios                              |
| 2011      | Traffic Light                                    | Lisa Reilly           | Personaje principal; 13 episodios         |
| 2012      | Psych                                            | Tina                  | Episodio: "Let's doo-wop it again]]"      |
| 2012–2013 | Don't Trust the B---- in Apartment 23            | Robin                 | Personaje principal; 13 episodios         |
| 2012      | Drop Dead Diva                                   | Abby Halstead         | Episodio: "Winning ugly"                  |
| 2013      | Royal Pains                                      | Erika Seelig          | Episodio: "HankWatch"                     |
| 2013–2014 | Super Fun Night                                  | Helen-Alice           | Personaje principal                       |
| 2014      | Blue Bloods                                      | Skye Bishop           | Episodio: "Insult to injury"              |
| 2021-2025 | The Equalizer                                    | Melody                | Personaje principal Temporadas 1-4        |
| 2025      | Dream Productions                                | Desagrado             | Voz                                       |